# 디아틀로프 (영화)
《디아틀로프》(영어: Devil's Pass, 기존 제목 영어: The Dyatlov Pass Incident)는 2013년에 공개된 공포 영화이다. 1959년 발생한 댜틀로프 고개 사건을 영화화한 작품이다. 파운드 푸티지 양식으로 촬영되었다.

## 줄거리
오리건주 대학생 다섯 명이 1959년 댜틀로프 고개에서 발생한 의문의 등산객 사망 사건을 파헤치기 위해 러시아로 향한다. 영화는 곧 러시아 24에서 이들의 실종 소식을 보도하는 것으로 시작된다. 러시아 연방정부는 이들이 촬영한 영상 기록을 확보하지만 외부에 공개하지 않는데, 해커들이 이 영상을 유출하고 영화는 이 영상으로 구성된다.
학생들은 사건 당시 원정대원 중 한 명이었지만 몸이 안 좋아져 하루 만에 돌아왔던 생존자를 찾으려 한다. 하지만 그는 신경 쇠약으로 병원에 입원해 있고, 병원 관계자들은 그가 사망했다고 거짓말을 하며 접근을 막는다. 학생들은 병원 창문에서 그 생존자로 보이는 사람이 러시아어 쪽지를 들고 있는 것을 본다.
학생들은 후에 바에서 만난 세르게이란 남자의 해석을 통해 그 쪽지가 "떠나라"는 경고였음을 알게 된다. 그럼에도 포기하지 않은 이들은 당시 구조대에 참여했던 세르게이의 친척 알랴를 만나게 된다. 알랴는 사건 현장에서 일반적으로 알려져 있는 아홉 명이 아닌 열한 구의 시신과 이상한 기계가 발견되었다고 말하며, 마지막 두 구의 시신은 뭔가 잘못돼 있는 상태였다고 증언한다.
캠프장에서 밤에 이상한 울음 소리를 들은 학생들은 다음 날 갑자기 나타났다가 끊긴 맨발 자국을 발견하고, 이를 예티의 흔적으로 의심한다. 발자국은 기상 관측 탑으로 이어지고, 학생들은 이곳에서 인간의 혀를 발견한다. 한 학생이 울음 소리가 과거 마약을 했을 때 환각 속에서 들었던 소리와 같다며 겁에 질리자 다른 학생이 자신은 댜틀로프 고개에 대한 반복되는 꿈을 꿨으며 이게 운명처럼 느껴진다고 다독인다. 한편 멀리서 이상한 존재들이 이들의 눈에 띄지 않게 눈밭을 헤치며 이동하는 모습이 보인다.
예상보다 지나치게 빨리 댜틀로프 고개에 도착한 학생들은 네이게이션 장비가 오작동하는 것을 경험하고, 가이거 계수기를 따라가다가 외부에서 개폐하는 방식의 벙커를 발견한다. 학생들은 문이 잠금 상태는 아니지만 얼어서 닫혀있는 걸 보고 문을 열어본 뒤 캠프장으로 돌아온다.
다음 날 아침 폭발과 함께 눈사태가 발생하여 학생들 사이에 사상자와 부상자가 나온다. 구조대로 위장한 러시아 육군이 나타나 부상당한 학생을 죽이자 나머지 세 학생은 벙커로 도망친다. 이들은 벙커에서 순간 이동 실험의 흔적, 혀가 잘린 병사 시체, 자신들의 캠코더와 똑같은 캠코더에 촬영된 현재 시점의 녹화 영상, 그리고 필라델피아 실험 관련 문서 등을 발견한다.
순간 이동 능력이 있는 돌연변이들에게 쫓기면서 한 명이 사망하고, 남은 두 학생은 밀폐된 방으로 피신한다. 그 방에서 발견한 터널이 웜홀이라는 것을 알게 된 둘은 돌연변이에게 죽거나 굶어 죽는 것보다 웜홀로 들어가는 편을 택하고, 벙커 입구를 목표로 삼아 머리로 시각화하며 이동한다.
1959년 벙커 입구에서 시신 두 구를 발견한 소련군은 뒤늦게 도착한 젊은 알랴를 쫓아내고 시신과 캠코더를 회수한다. 시신들은 벙커 내부에서 발가벗겨진 채 고기 갈고리에 걸린다. 그 순간 두 시체가 되살아나고, 이들이 돌연변이가 된 두 학생이었음이 드러나면서 영화는 끝을 맺는다.

## 출연진
- 홀리 고스 - 홀리 킹 역: 공동 감독.
- 맷 스토코 - 젠슨 데이 역: 공동 감독.
- 루크 올브라이트 - J. P. 하우저 역: 등산 전문가.
- 라이언 홀리 - 앤디 대처 역: 등산 전문가.
- 제마 앳킨슨 - 데니즈 에버스 역: 음향 기사.
- 리처드 리드 - 스미르노프 병장 역

## 기타 제작진
- 의상: 바르바라 아브듀시코